# فرانكو سيرفي
فرانكو إيمانويل سيرفي (مواليد 26 مايو 1994 في سان لورينزو، الأرجنتين) هو لاعب كرة قدم أرجنتيني يلعب مع سيلتا فيغو في الدوري الإسباني كلاعب وسط. بدأ فرانكو سيرفي مسيرته الرياضية عام 2014.

## الإنجازات

### النادي
بنفيكا
- كأس السوبر البرتغالي: 2016[1]

### الفردية
- كأس السوبر البرتغالي 2016: أفضل لاعب[1]

## روابط خارجية
- فرانكو سيرفي على موقع الاتحاد الأوربي (الإنجليزية)
- فرانكو سيرفي على موقع قاعدة بيانات كرة القدم.إي يو (الإنجليزية)
- فرانكو سيرفي على موقع ناشيونال فوتبول تيمز (الإنجليزية)
- فرانكو سيرفي على موقع Soccerway.com (الإنجليزية)
- فرانكو سيرفي على موقع عالم كرة القدم.نت (الإنجليزية)
- فرانكو سيرفي على موقع AS.com (الإسبانية)
- Benfica official profile